# Clara Voortman
Clara Voortman-Dobbelaere, née à Gand le 14 janvier 1853 et morte à Menton le 15 avril 1926, est une artiste belge, active dans divers domaines artistiques : photographie, peinture, dessin, reliure et travail du bronze. Comme la plupart des femmes artistes de sa génération, elle a eu peu de reconnaissance de son vivant. Son œuvre est remise à l'honneur, des années après son décès.

## Biographie
Clara Sabina Victoria Maria Dobbelaere est née le 14 janvier 1853 à Gand, dans une famille de la bourgeoisie libérale. Elle est la deuxième fille de Pierre Bernard Dobbelaere (1805-1888) et de Melanie Maria Coleta Hulin (1823-1897),.
Le 12 août 1871, Clara Dobbelaere, âgée de 18 ans, épouse Jules Voortman (1835-1923), un fabricant textile gantois de 35 ans. Ensemble, ils ont deux fils, Jean (1872-1947) et Robert Voortman (1877-1937). Clara Voortman vit avec sa famille au Vogelenzangkaai numéro 28 à Gand jusqu'à la mort de son mari en 1923.
La famille Voortman possède une résidence d'été à Meerle, près de Hoogstraten, la « Villa Den Rooy », où Clara Voortman passe beaucoup de temps. Elle y fait de nombreuses photos de la famille, des paysages des scènes de chasse et de la vie agricole de la région. Ces photos témoignent de la pauvreté des conditions de vie des agriculteurs de cette région. Elles indiquent aussi que Clara Voortman voyage beaucoup, en Belgique et à l'étranger. Une partie de ces photos est répertoriée dans la Banque de donnée du patrimoine de Hoogstraten (Erfgoedbank Hoogstraten).

Après le décès de son mari, Clara Voortman s'installe à Menton, près de Nice, où elle décède à l'âge de 73 ans. Elle est inhumée au cimetière de Gand.

« C’est une femme d’élite avec un grand esprit ouvert à tous
choses d'intelligence et d'esprit. »Nécrologie. Clara Voortman, dans Gand Artistique, avril 1926, p. 80

## Formation
Les femmes de la génération de Clara Dobbelaere ont peu d'accès à une éducation artistique. Mais l'éducation des filles de la bonne société pourvoit à une instruction minimale dans les arts (dessin et peinture, musique, travaux d'aiguille, etc.).
D'après son fils Robert, elle aurait suivi une formation avec Jean Delvin, professeur à l'Académie royale des beaux-arts de Gand vers l'âge de 25 ans. Elle entretient des relations amicales avec Jean Delvin bien au-delà de sa formation, comme l'attestent des photos et des lettres.

## Pratique artistique

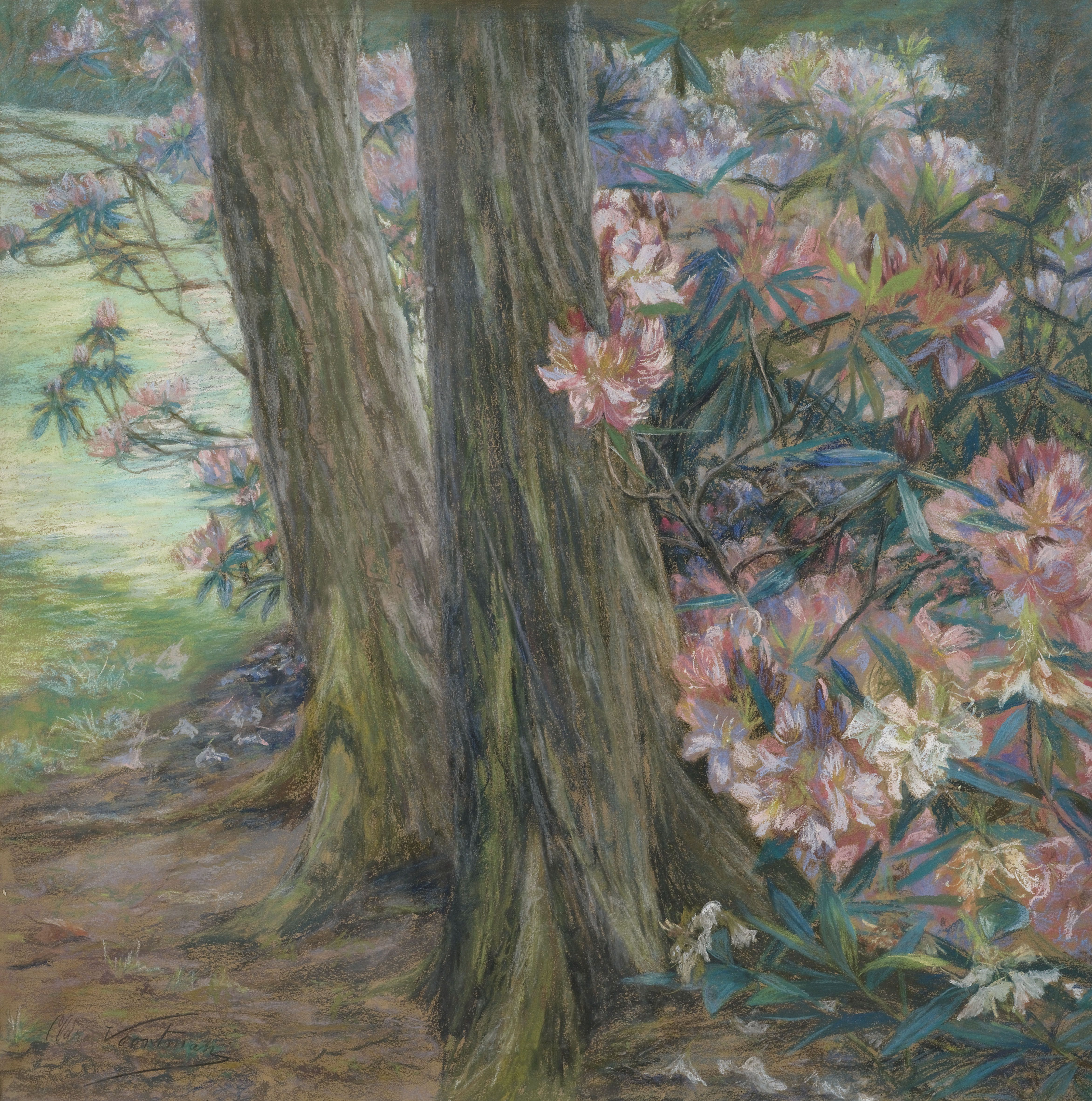
Forêt de rhododendrons dans un jardin. Origine : Famille Paggen, Villa Pax, Membach.

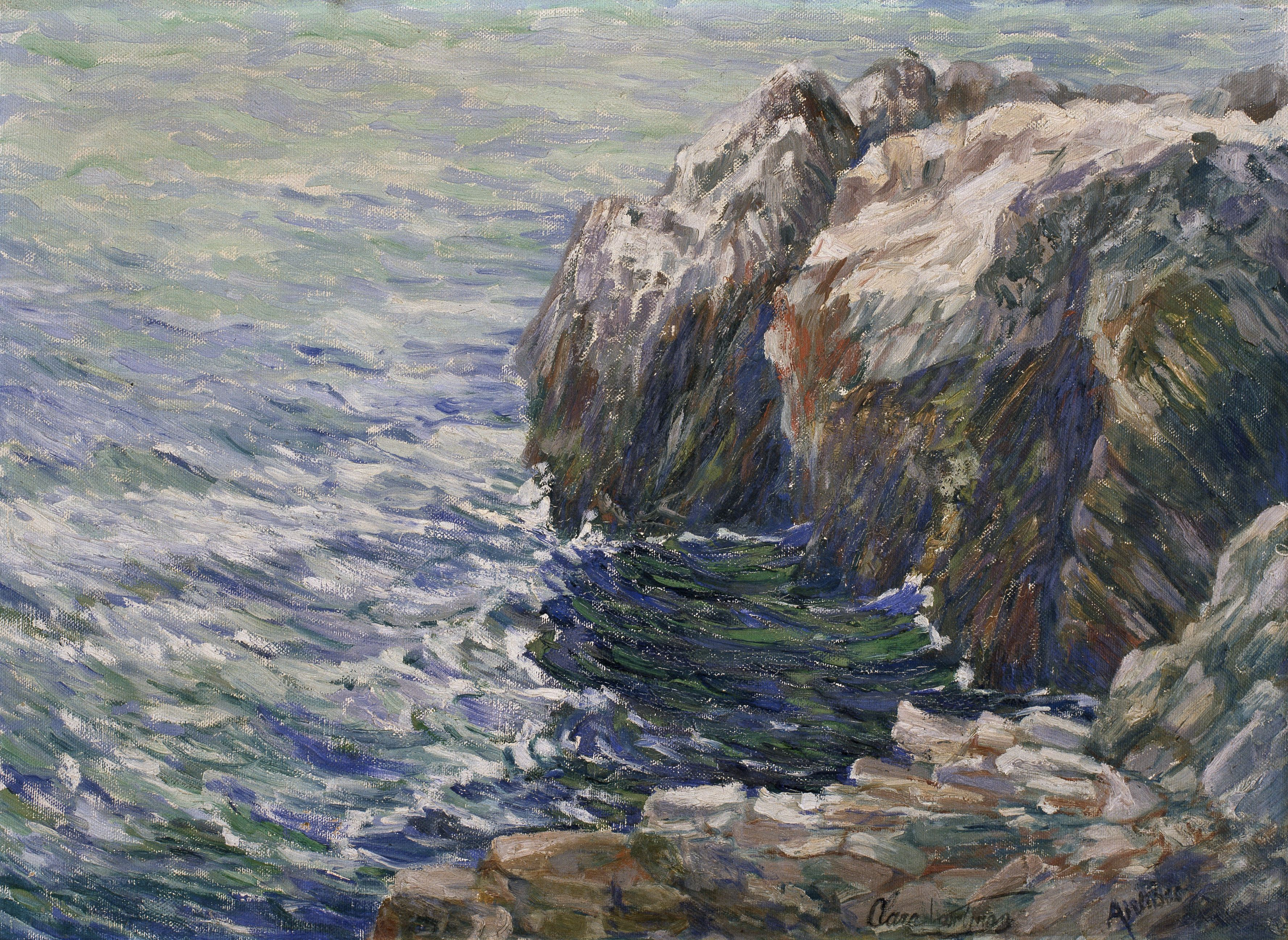
Clara Voortman, Cap d'Antibes 1912 (Musée des Beaux-Arts de Gand)

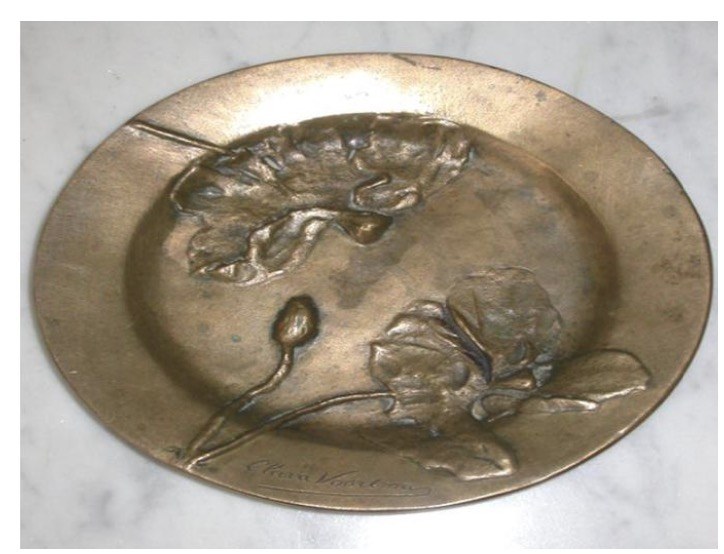
Clara Voortman, Plat aux coquelicots

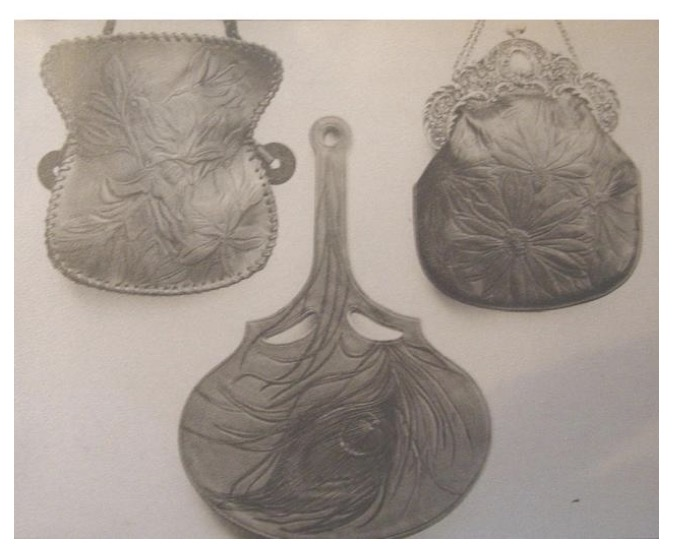
Clara Voortman, objets en cuir

Clara Voortman est active dans des domaines artistiques divers. Son œuvre picturale se compose principalement de dessins au pastel, au crayon et au fusain et de peintures à l'huile. Il contient principalement des paysages et des scènes de genre, et dans une moindre mesure, des natures mortes et des peintures florales.
Elle dessine aussi au fusain les ouvriers des usines gantoises ou les « gens ordinaires » de la zone rurale autour de Meerle, avec de forts contrastes de lumière et d’obscurité.
Plus tard, Clara Voortman se concentre sur les arts appliqués. Elle pratique principalement le travail du cuir - elle est une des premières à faire du cuir repoussé- et les objets en bronze,. Son travail dans les arts appliqués est mentionné pour la première fois dans le catalogue du salon de La Libre Esthétique de 1901, dans lequel elle est répertoriée avec dix-neuf œuvres en cuir. Elle fabrique, entre autres, des reliures de livres et des portefeuilles en cuir décorés, mais aussi des boîtes en bois recouvertes de cuir. Son travail du cuir présente principalement des motifs floraux et végétaux, typiques du style Art Nouveau. De nombreux objets en bronze, tels que des bols, des tasses et des cloches de table, souvent décorés de motifs animaliers comme des grenouilles et des lézards sont également répertoriés. En reliure, elle conçoit, entre autres, une couverture en cuir semblable à un paquet, entouré d'un nœud.
Clara Voortman s'attache à rendre son nom visible, elle signe de son nom entier, y compris le prénom à un emplacement visible (comme le dessus d'un bol) et même sur les reliures, ce qui est inhabituel.

## Expositions
Les premières expositions de Clara Voortman datent de 1890 et elles ont lieu à Paris, ce qui est alors réservé aux artistes confirmés. Ses œuvres sont montrées dans plusieurs Exposition de Blanc et Noir en 1890, 1891 et 1892, aux expositions de l'Union des femmes peintres et sculpteurs en 1890 et 1891 et à l'Exposition nationale des beaux-arts en 1896. Elle quitte ensuite la scène parisienne et se fait connaître en Belgique avec une première exposition au Salon triennal de Bruxelles en 1893 puis à La Libre Esthétique.
En 1906, elle organise sa première exposition individuelle, ce qui n'allait pas de soi pour les artistes féminines de l'époque.
De 1890 à 1913, elle fréquente chaque année les salons. Après une interruption due à la Première Guerre mondiale, elle expose une ou deux fois par an. Elle expose à plusieurs reprises aux salons triennaux de Bruxelles et de Gand et figure une vingtaine de fois au programme du Cercle artistique et littéraire de Gand.
En 1902, elle expose avec Oscar Van de Voorde (nl), Jean Delvin, Armand Heins, Felix Metdepenninghen, George Minne, Charles Doudelet et Albert Baertsoen à Turin à l'Exposition Internationale des Arts décoratifs modernes de Turin.
En 1913, elle représente Les Arts de la femme à l'Exposition universelle de Gand, avec le Plat aux coquelicot en bronze et plusieurs objets en cuir.
Une exposition rétrospective est organisée en 1928 par Anna de Weert pour Clara Voortman et Gabrielle Della Faille D' Huysse (1863-1926) au Cercle artistique de Gand.
En 2020, le Musée Stedelijk Hoogstraten présente l'exposition Clara Voortman & Lionel – Een artistieke ontmoeting tussen vier generaties, associant les oeuvres de Clara Voortman avec celles de son arrière-petit-fils, Lionel van den Boogaerde.
En 2024, elle est présente à la 9e Biennale de peinture organisée par le musée Roger Raveel, le musée Dhondt-Dhaenens et le musée de Deinze et du Pays de la Lys,.

## Collections
Le tableau Cap d'Antibes, se trouve dans les collections du Musée des Beaux-Arts de Gand et le Design Museum de Gand possède une cloche en bronze.